# 钓金龟 (1969年电影)
《钓金龟》（英語：The Millionaire Chase）是1969年上映的一部香港電影、喜剧片，由井上梅次执导，何莉莉等人出演，该作主要讲述的三个年轻女演员在台湾发生的故事。该电影获得了很好的成绩。

## 劇情簡介
有三个歌舞演员来到了台湾，并在那里和一些人产生了很多令人啼笑皆非的恋情。

## 演员
- 何莉莉
- 秦萍
- 丁珮
- 金峰
- 张佩山
- 于倩
- 陈厚
- 魏平澳
- 洪流
- 金天柱
- 朱由高
- 郝履仁
- 赵雄

## 備註
1. ↑  . mydramalist （英语）.

## 相關連結
- 互联网电影数据库（IMDb）上《钓金龟》的资料（英文）
- 豆瓣电影上《钓金龟》的資料 （简体中文）
- 香港影庫上《钓金龟》的資料（繁體中文）
- 爛番茄上《钓金龟》的資料（英文）